# دیدگاه‌های مسلمانان فمینیست درباره حجاب

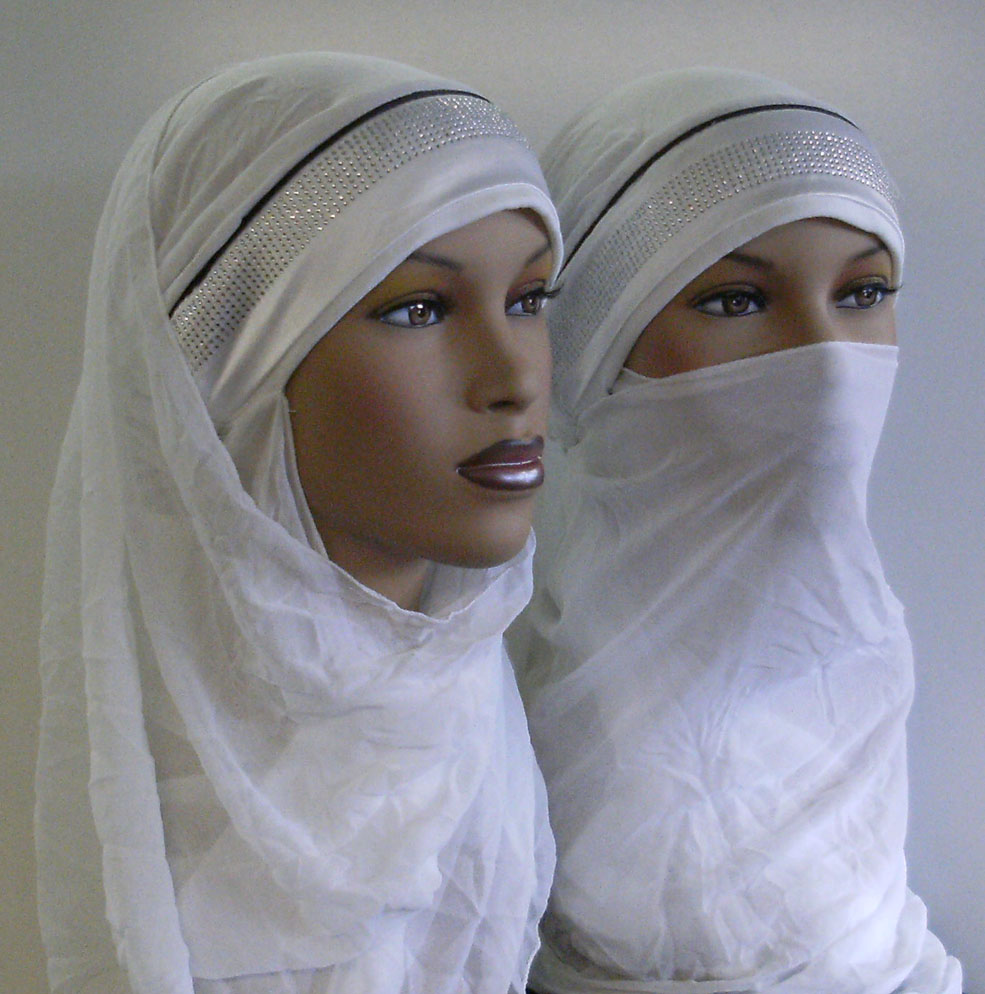
حجاب و روبنده روی سر مانکن

دیدگاه‌های فمینیستی اسلامی دربارهٔ قوانین پوشش شامل دیدگاه‌هایی در مورد مسائل مربوط به قوانین پوشش زنان در اسلام، به‌ویژه دربارهٔ حجاب و روبنده است. حجاب به‌طور سنتی به نوعی پوشش اشاره دارد که پوست را از مو تا سینه می‌پوشاند. روبنده به پارچه‌ای اطلاق می‌شود که صورت را به عنوان بخشی از حجاب پوششی می‌پوشاند. نظرات متفاوتی میان فمینیست‌های مسلمان در مورد مزایای وجود دارد.

## قرآن
قرآن بیان می‌کند که مردان و زنان باید متواضعانه لباس بپوشند (آیات ۵۹–۶۰ سوره احزاب و ۳۰–۳۱ سوره نور؛ در ترجمه علی، ۱۹۸۸، صفحات ۱۱۲۶–۱۲۷). با این حال، واژه‌هایی مانند حجاب، نقاب، برقع، چادر یا عبا را به کار نمی‌برد. در عوض، از واژه‌های جلباب (پوشش) و خِمار (روسری) استفاده می‌کند.

### تفاسیر
تفاسیر دربارهٔ اینکه زنان چگونه باید لباس بپوشند، بسته به فرهنگ‌های مختلف، مناطق جغرافیایی و فرقه‌های اسلامی متفاوت است. به عنوان مثال گروه‌های صوفی مانند الاحباش، پوشیدن لباس‌های سنتی اسلامی را برای زنان الزامی نمی‌دانند و حتی اجازه می‌دهند که زنان شلوار جین بپوشند.

## دیدگاه‌هایی که بر آزادی انتخاب برای داشتن حجاب تأکید دارند
برخی از فمینیست‌های مسلمان حجاب را به عنوان نمادی از آزادی اسلامی می‌بینند یا معنای شخصی‌سازی شده‌ای به آن نسبت می‌دهند.
فمینیست‌هایی مانند لیلا احمد می‌گویند که حجاب دیگر نمایانگر «سرسپردگی یک زن شستشوی مغزی داده شده یا حداقل عدم انتخاب او» نیست و اشاره می‌کنند که بسیاری از مسلمانان آمریکایی برای نشان دادن مخالفت با تبعیض ضد مسلمانان پس از حملات ۱۱ سپتامبر یا برای ابراز همبستگی با فلسطین، حجاب را بر سر می‌کنند.
برخی از فمینیست‌ها آزادی پوشیدن حجاب را به حق زنان بر بدن خود مرتبط می‌دانند. فیلسوفان فمینیست مانند لوس ایریگاره اشاره می‌کنند که حجاب می‌تواند نقش توانمندسازی را در مورد تفاوت جنسی زنان با مردان ایفا کند.نادیه تاکولیا، یک فعال رسانه‌ای، پس از تبدیل شدن به یک فمینیست، حجاب را پذیرفت و گفت که حجاب «به معنای محافظت از شهوت مردان نیست»، بلکه دربارهٔ «گفتن به جهان است که زنانگی من برای مصرف عمومی در دسترس نیست… و نمی‌خواهم بخشی از سیستمی باشم که زنان را خرد کرده و تحقیر می‌کند.»
یک دیدگاه از فمینیسم مسلمان مدرن بر این باور است که آزادی انتخاب یک زن از اهمیت بالایی برخوردار است و او باید بتواند بدون فشار یا تهدید تصمیم بگیرد که آیا حجاب بپوشد یا نه. این دیدگاه بر ابراز شخصی ایمان اسلامی تمرکز دارد و معتقد است که زنان مسلمان باید بتوانند قوانین پوشش را برای خود تعریف کنند و آنچه را که به‌طور شخصی به آن‌ها قدرت می‌دهد، تعیین کنند.
روز جهانی حجاب که توسط نظما خان بنگلادشی-آمریکایی آغاز شد، یک رویداد سالانه محبوب است.

## دیدگاه‌های مخالف با حجاب اجباری
زنان مخالف حجاب اجباری ادعا می‌کنند که پوشش کامل بدن با برقع، چادر و سایر لباس‌ها یک سنت فرهنگی است که از تفسیر محافظه‌کارانه قرآن توسط روحانیون مرد به وجود آمده و خود قرآن چنین پوششی را الزامی نمی‌داند.

## دیدگاه‌های موافق منع حجاب
بخشی از فمینیست‌های مسلمان، از جمله فادلا عماره و هدی مهینی، از ممنوعیت حجاب حمایت کرده و ادعا می‌کنند که این پوشش به‌طور ذاتی نمایانگر سرکوب زنان است. عماره از ممنوعیت حجاب در ساختمان‌های عمومی فرانسه حمایت کرد و گفت: «حجاب نماد قابل مشاهده‌ای از سرکوب زنان است و بنابراین جایی در فضاهای مختلط و سکولار سیستم مدارس عمومی فرانسه ندارد.»او همچنین به فمینیست‌های الجزایری اشاره کرد که علیه پوشیدن حجاب مبارزه کرده‌اند و افرادی را که ممنوعیت حجاب را نقد کردند، متهم کرد که در استعمار نوین شرکت دارند. مهینی نیز به دلایل مشابه از ممنوعیت حجاب در تونس حمایت کرد و ادعا کرد که پذیرش حجاب منجر به محدود شدن حقوق زنان خواهد شد.
سیهام حبشی، مدیر جنبش فمینیستی فرانسوی «نی پوتس نی سومیس»، نیز از ممنوعیت برقع در مکان‌های عمومی در فرانسه حمایت کرد و بیان کرد که این ممنوعیت موضوعی از «اصل دموکراتیک» است و زنان فرانسوی را از «جنبش تاریک‌فکری، فاشیستی و راست‌گرایانه» که به گفته او برقع نمایانگر آن است، محافظت می‌کند.